# Dalmacjusz

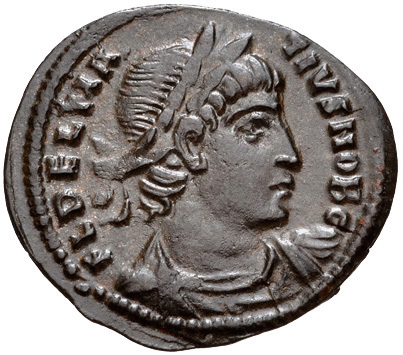
Moneta (follis) Delmacjusza z portretem władcy

Delmacjusz (lub Dalmacjusz), Flavius Iulius Delmatius (ur. ok. 315, zm. 337) – bratanek Konstantyna Wielkiego, wielkorządca z tytułem cezara od 18 września 335 do 9 września 337 roku n.e.

## Życie i działalność
Był synem Delmacjusza Starszego – przyrodniego brata Konstantyna Wielkiego. Jego bratem był Hannibalian. Ze względu na wrogość, jaką cesarzowa Helena okazywała potomstwu swej rywalki Teodory, przyrodnie rodzeństwo Konstantyna żyło długie lata z dala od cesarskiego dworu – w Akwitanii. Zarówno Delmacjusz, jak i Hannibalianus otrzymali gruntowne wykształcenie w Tolosie u sławnego galijskiego retora Eksuperiusza. Sytuacja rodziny zmieniła się w drugiej połowie lat dwudziestych IV wieku, gdy Delmacjusz ojciec zaczął zyskiwać rosnący wpływ na starszego brata, a Konstantyn obdarzył go m.in. starorzymskim tytułem cenzora.
Delmacjusz młodszy w 333 r. otrzymał z woli stryja konsulat. Kiedy w 335 r. cesarz ustalił nowe zasady podziału imperium, polecił ogłosić go cezarem „mimo silnego sprzeciwu wojska” i wyznaczył na wielkorządcę Tracji i Macedonii z Achają. Wraz z bratem otrzymał też od niego prawo noszenia szkarłatnej szaty zdobionej złotem i używania tytułu nobilissimus (najszlachetniejszy), co od początku stwarzało płaszczyznę skonfliktowania go z cesarskimi synami. Rezydował zapewne w Naissus, skąd skuteczniej mógł bronić granicy przed grożącymi napadami Gotów. Jeszcze w tym samym roku Delmacjusz wykazał swe zdolności administracyjne tłumiąc rebelię na Cyprze i likwidując tam uzurpację Kalocerusa.  
Został zamordowany we wrześniu 337 r., być może na polecenie lub z milczącym przyzwoleniem jednego z synów-następców – Konstancjusza II, zainteresowanego usunięciem dodatkowych kandydatów do władzy cesarskiej. Eutropiusz mówi wprost o spisku zawiązanym przez żołnierzy i kuzyna Konstancjusza, do którego części wschodniej cesarstwa należały ziemie zarządzane przez Delmacjusza, co w zarodku stwarzało sytuację konfliktową. O ile Aureliusz Wiktor wyraża wątpliwość co do inspiratora morderstwa, to Zosimos formułuje wyraźne oskarżenie pod adresem nowego cesarza. Późniejsze jego rządy wykazały, że podejrzliwy i zawistny Konstancjusz mógł obawiać się zdolniejszego i cieszącego się publicznym uznaniem konkurenta jako poważnego rywala w walkach następców o jedynowładztwo, tym bardziej, że zamiarem Konstantyna był podział imperium pomiędzy czterech następców z uwzględnieniem bratanka.
Podobnie jak zgładzony wcześniej Kryspus, Delmacjusz w opinii współczesnych uchodził za prawego i utalentowanego sukcesora o dużych zdolnościach wodzowskich i dyplomatycznych.